# Julie Szabad
Julie Szabad (født 9. juni 1947 på Rigshospitalet, død 26. juli 1990 i Charlottenlund) var en dansk civilagent for Politiets Efterretningstjeneste (PET) og kommunalpolitiker for De Grønne. Som PET's agent virkede hun ved at infiltrere Danmarks Kommunistiske Ungdom.
Hun havde også forbindelse til Stasi og muligvis også KGB, CIA og Mossad.

## Baggrund
Szabad blev født på Rigshospitalet den 9. juni 1947 som barn af en dansk mor og en ungarsk-rumænsk far.
Moren forlod familien, da Julie var lille, og Julie blev derfor opfostret af sin far, Carol Szabad.
Han var kunstner og fra en velhavende møbelfabrikant-familie i Rumænien, der led under det kommunistiske Ceausescu-styre. Denne familiehistorie betød, at Julie følte bånd til Østeuropa og nærede et had til kommunisterne.
Hun havde været frivillig i marinelottekorpset og hun var øjensynligt på et tidspunkt medlem af Frihedsalliancen.
Hun var blandt grundlæggerne af Konservative Kursus Studerende under sin uddannelse på Akademisk Studenterkursus.
Det var under det politiske studenterarbejde at hun mødte PET-manden Hilbert Winther-Hinge i slutningen af 1966.

## PET-agent
Szabad blev hvervet af PET i 1967 da hun var blot 19 år gammel. Hun fik dæknavnet "Anne-Marie", senere "Ophelia", og føringsofficere blev Leo Holst-Jensen og Hilbert Winther-Hinge. Hendes opgave var at infiltrere Danmarks Kommunistiske Ungdom og rapportere om deres kontakter i Østblokken. Med PET's godkendelse var hun i sommeren 1968 i Bad Doberan i Østtyskland, hvor der var kurser for unge kommunister hun kunne rapportere fra.
Året efter var Szabad til Østersøugen i Rostock, hvor hun mødte den østtyske filminstruktør Hannes Schönemann. De to faldt straks for hinanden og indledte et forhold. Under sit ophold i Østtyskland mødte hun også Peter Lindner, der var talentspejder for Stasi/HVA. Ifølge Szabad skulle hun have været i Stasi-hovedkvarteret i Normannenstrasse, aflagt ed som Stasi-agent og spionere om Marinehjemmeværnet. Szabad har også berettet, at hun en aften blev voldtaget af Lindner, blev gravid, og at hun hjemme i Danmark fortalte om Stasis hvervning og voldtægten.
PET ønskede ikke at føre hende som dobbeltagent og forbød hende at tage til Østtyskland.

## Ønske om agent-virksomhed
I 1980 tog Szabad igen kontakt til PET, da hun ønskede opgaver i udlandet.
Hun indrømmede også overfor PET, at historien om Lindners voldtægt var opspind.
Efter hun blev afvist af PET opsøgte hun Forsvarets Efterretningstjeneste, der dog også afslog samarbejde.
Da hun overfor PET havde sagt at hun ville opsøge en udenlandsk arbejdsgiver, begyndte PET at mistænke hende for samarbejde med den østtyske efterretningstjeneste, og de aflyttede hendes telefon, dog uden at finde nogen beviser.
Hun opsøgte det israelske Mossad og amerikanske CIA.
Hun fik også kontakt til Stasi og KGB. 
KGB-officeren, som hun havde kontakt til i 1981, blev senere udvist af Danmark.

## Angiveri
I 1982 genoptog hun forholdet med Hannes Schönemann. 
Da Stasi-arkiverne blev åbnet efter afslutningen af Den kolde krig, fandt man, at Szabad havde angivet Schönemann ved henvendelser til Østtysklands ambassade i København den 10. april og den 7. maj 1984. Hun havde fortalt ambassaden, at Schönemann havde søgt om udrejsetilladelse for ham selv og sin kone og opfodret Szabad til at hjælpe med at rejse fra Østtyskland, — en da strafbar handling i Østtyskland.
Schönemann og hans kone, der før Szabads henvendelse havde været i Stasis søgelys, blev anholdt den 28. november 1984, forhørt og idømt henholdsvis 12 og 14 måneders fængsel for "forbrydelser mod offentlig myndighed".
Szabads grund til angiveriet skulle være, at hun frygtede, at Schönemann ville røbe, at hun havde haft Stasi-kontakter.
Hun mente også, at Hannes Schönemann var Stasis kontakt til Rote Armee Fraktion.
Angiveriet kom til den danske offentligheds kendskab i 1994.

## Kritik af PET
I sit senere liv bebrejdede Szabad PET og følte sig misbrugt.
Hun ønskede, at PET officielt skulle indrømme, at hun var PET-agent.
Szabad blev uddannet cand.jur.. Under sine studier havde hun på Københavns Universitet opsøgt PET-chefen og den eksterne lektor Ole Stig Andersen og sagt, at PET havde svigtet hende.
I 1989 fortalte hun sin historie som agent. 
Ydermere lagde hun sag an mod PET med påstand om, at de lækkede information om hende. Sagen nåede helt til Højesteret, hvor retten forkastede søgsmålet som useriøst.
Szabad nedlagde påstand om, at PET havde lækket informationer til Advokatrådet, partiet De Grønne og til Jørn Vestergaard, hendes vejleder ved Kriminalistisk Institut på Københavns Universitet. På baggrund af Højesterets afvisning den 27. april 1990 udtalte Szabad, at hun ville formulere en ny stævning. 
Til Politiken fortalte Jørn Vestergaard, at PET-chefen Ole Stig Andersen havde henvendt sig til ham. Szabad havde beskyldt Vestergård for at være PET-meddeler.
Som advokat påtog hun sig en kontroversiel sag, hvor hun forsvarede sin partifælle, lægen og medlemmet af Fyns Amtsråd, Ole Jørgensen. I sagen havde Praktiserende Lægers Organisation stævnet Jørgensen for injurier på baggrund af udtalelser om lægers systemmisbrug.

## Lokalpolitiker
Som kommunalpolitiker sad hun i kommunalbestyrelsen for Gentofte Kommune (1984-1990) og i Københavns Amtsråd (1989-1990) for partiet De Grønne.
Hun var De Grønnes spidskandidat ved Folketingsvalget 1987.
Som politiker var hun imod en fast Øresundsforbindelse og imod et udviklingsselskab for hovedstaden. Hun ville ikke have en styrkelse af København "på bekostning af det øvrige land".
Hun kæmpede også i flygtningesager for at undgå afvisning af asyl.

## Tilbageblik
Hun begik selvmord den 26. juli 1990.
Flere involverede har forsøgt at finde en konklusion og forståelse af Julie Szabad og hendes bemærkelsesværdige liv. 
Hannes Schönemann instruerede dokumentarfilmen Julias vanvid (1999) om deres komplicerede forhold.
Tidligere i 1990 instruerede Hannes Schönemanns hustru Sibyll tv-filmen Die verriegelte Zeit om deres forløb.
Den tidligere PET-chef Ole Stig Andersen udtalte under en høring i Folketingets Retsudvalg i 2006:
| „ | Jeg håber ikke, at jeg får ”De hemmelige agenters Fagforening” på nakken, når jeg siger, at der stilles specielle personlighedsmæssige krav til mennesker, der af den ene eller den anden grund vælger et dobbeltliv. Man kan let forestille sig de menneskelige omkostninger, man som PET-chef på denne måde får på sin samvittighed. | “ |

I sin bog om PET's historie lod Hans Davidsen-Nielsen denne bemærkning koble til Szabads historie.
I Davidsen-Nielsens bog er Stig Andersen også citeret med:
| „ | Som agent lever man et helt igennem falsk liv. Ikke bare skal man bedrage sine nye kammerater, men også sin familie. Hun havde været ganske ung og havde haft brug menneskelig støtte, men hendes føringsofficer var kun interesseret i at få oplysninger fra hende. | “ |

## Henvisning
1. 1 2 3 4 5 6 7 8  Mette Herborg og Per Michaelsen (1996). Stasi og Danmark. Holkenfeldt. ISBN 87-89906-52-7. Kapitlet "Tragedien Julie Szabad", siderne 126-131.
2. 1 2 3 4  Lars Movin (8. juni 1999). "Sex, løgn og dokumentarfilm". Information.
3. 1 2 3 4 5 6 7 8  Hans Davidsen-Nielsen (2006). En højere sags tjeneste. Politikens Forlag. ISBN 978-87-567-7071-2.
4. 1 2 3 4  Regin Schmidt (2009). PET's overvågning af Danmarks Kommunistiske Parti 1945-1989 (PDF). ISBN 89-91851-64-5. Arkiveret fra originalen (PDF) 29. oktober 2013. Hentet 6. april 2013. {{cite book}}: Tjek |isbn=: checksum (hjælp) Siderne 200-203.
5. ↑  Per Michaelsen (19. januar 1994). "Stak sin elsker til stasi". Ekstra Bladet.
6. ↑  "Politiker taber sag mod PET". Politiken. 28. april 1990.
7. ↑  "Nekrolog over Julie Szabad". Politiken. 26. juli 1990.
8. ↑  Bitten Friis (22. marts 1990). "Venstre Landbohøjskolen skal blive i hovedstaden". Berlingske Tidende.
9. ↑  Walter Turnowsky (29. juli 1990). "Nekrologer". Berlingske Tidende.
10. ↑  Julias vanvid
11. ↑  "Høring om overførsel af NEC til PET". Folketinget. 2006.